# Rudolf von Ribbentrop
Rudolf von Ribbentrop, född 11 maj 1921 i Wiesbaden, död 20 maj 2019 i Ratingen, var en tysk före detta Hauptsturmführer i Waffen-SS. Han var son till Joachim von Ribbentrop, som var Tysklands utrikesminister 1938–1945.
Ribbentrop tjänstgjorde som kompanichef i slaget vid Charkov år 1943, då tyskarna återerövrade staden. Under andra världskriget dekorerades han med bland annat Riddarkorset och Tyska korset i guld.
Han publicerade år 2008 biografin Mein Vater Joachim von Ribbentrop.

## Utmärkelser
- Järnkorset av andra klassen: 19 juni 1940
- Järnkorset av första klassen: 18 mars 1943
- Riddarkorset av Järnkorset: 15 juli 1943
- Tyska korset i guld: 25 augusti 1944
- Såradmärket i svart: 18 april 1940
- Såradmärket i silver: 1 maj 1943
- Såradmärket i guld: december 1944
- Infanteristridsmärket i brons: 1 oktober 1940
- Frihetskorsets orden av fjärde klassen: 1 oktober 1941
- SS Hederssvärd
- SS-Ehrenring (Totenkopfring)